# Gabriel De Michèle
Gabriel De Michèle dit Gaby est un footballeur français né le 6 mars 1941 à Saint-Étienne (Loire). Comptant deux sélections avec l'équipe de France, il participa notamment à la Coupe du monde 1966 en Angleterre.

## Biographie
Venu de Jarny sur les conseils d'Aimé Nuic, son entraîneur en Lorraine, Gabriel De Michèle fait toute sa carrière professionnelle à Nantes comme arrière gauche. 
Pièce maîtresse de la défense nantaise, il joue 387 matches en Division 1 et 7 matchs en Ligue des champions, remportant trois titres de Champion de France.
Il est également sélectionné pour la Coupe du monde en Angleterre en 1966.

## Palmarès
- International amateur, militaire, espoir et B.
- International A de 1966 à 1967 (2 sélections)
- Participation à la Coupe du monde 1966
- Champion de France en 1965, 1966 et 1973
- Finaliste de la Coupe de France en 1966, 1970 et 1973